# إرنست بال
إرنست بال (بالإنجليزية: Ernest Ball)‏ هو مغن مؤلف أمريكي، ولد في 22 يوليو 1878 في كليفلاند في الولايات المتحدة، وتوفي في 3 مايو 1927 في سانتا آنا في الولايات المتحدة.

## وصلات خارجية
- إرنست بال على موقع IMDb (الإنجليزية)
- إرنست بال على موقع ميوزك برينز (الإنجليزية)
- إرنست بال على موقع قاعدة بيانات برودواي على الإنترنت (الإنجليزية)
- إرنست بال على موقع إن إن دي بي (الإنجليزية)
- إرنست بال على موقع ديسكوغز (الإنجليزية)